# لو والش
لو والش (بالإنجليزية: Lou Walsh)‏ هو سياسي أسترالي، ولد في 29 مارس 1899، وتوفي في 1 سبتمبر 1978. حزبياً، نشط في حزب العمال الأسترالي. وقد انتخب عضو الجمعية التشريعية نيو ساوث ويلز.